# Mariona Borrull Zapata
Mariona Borrull Zapata   (Calella, 1996) és una persona no-binària periodista i crítica de cinema, especialitzada en pel·lícules i sèries d'actualitat, festivals internacionals de classe A i cinema d'autor. És de les primeres crítiques de cinema en usar el gènere neutre. Es va graduar en Comunicació Audiovisual a la Universitat Pompeu Fabra. Ha publicat en premsa generalista i especialitzada en cinema, com Fotogramas, El Antepenúltimo Mohicano, Otros Cines Europa, entre d'altres. També col·labora en diverses emissores de ràdio catalanes i presenta el pòdcast Sopa de Miso sobre anime, produït per Serielizados. Va ser Berlinale Talents 2022.